# Sybilla Dekker

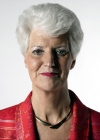
Sybilla Dekker (2010)

Sybilla Maria Dekker (* 23. März 1942 in Alkmaar) ist eine niederländische Politikerin der Volkspartei für Freiheit und Demokratie (VVD) und Geschäftsfrau. Sie war von 27. Mai 2003 bis 21. September 2006 Ministerin für Wohnen, Raumordnung und Umwelt in den Kabinetten Balkenende II und III unter Jan Peter Balkenende. Am 22. Juni 2018 wurde sie zur Staatsministerin ernannt.
Als Mitglied der VVD kam Dekker aus der Privatwirtschaft in die Politik und war zuvor Geschäftsführerin verschiedener Arbeitgeberverbände. Sie trat 2006 nach dem Bericht der Niederländischen Sicherheitsbehörde über das tödliche Feuer im Schiphol-Abschiebegefängnis zurück, bei dem elf Menschen ums Leben kamen.

## Leben

### Beruflicher Werdegang
Sybilla Maria Dekker wurde am 23. März 1942 in Alkmaar geboren. Nach ihrer Ausbildung arbeitete sie in verschiedenen Positionen, bevor sie 1990 Geschäftsführerin des Niederländischen Verbandes der Bauunternehmer wurde. Von 1996 bis März 2003 leitete sie die Arbeitgebervereinigung AWVN, eine Organisation, die eng mit dem Arbeitgeberverband VNO-NCW zusammenarbeitet.

## Politische Laufbahn

### Ministerin (2003–2006)
Am 27. Mai 2003 wurde Dekker als Ministerin für Wohnen, Raumordnung und Umwelt in das zweite Kabinett Balkenende berufen. Als parteilose Fachministerin der VVD übernahm sie ein Ressort, das mit erheblichen Problemen auf dem Wohnungsmarkt konfrontiert war. Nach Einschätzung von Parlement.com versuchte sie das Huurbeleid zu liberalisieren, war aber in der Den Haager Politik relativ unerfahren.

### Rücktritt nach dem Schiphol-Brand
Am 21. September 2006 traten Dekker und Justizminister Piet Hein Donner nach der Veröffentlichung des Berichts der Niederländischen Sicherheitsbehörde über das Feuer im Abschiebegefängnis am Flughafen Amsterdam Schiphol zurück. Bei dem Brand in der Nacht vom 26. auf den 27. Oktober 2005 waren elf illegale Einwanderer ums Leben gekommen.
Der Untersuchungsbericht stellte fest, dass mehrere Behörden versagt hatten und dass es weniger oder keine Opfer gegeben hätte, wenn die Brandsicherheit die notwendige Aufmerksamkeit erhalten hätte. Beide Minister übernahmen die politische Verantwortung für das Versagen ihrer Ressorts.

## Tätigkeiten nach dem Ministeramt
Nach ihrem Rücktritt übernahm Dekker verschiedene Aufsichts- und Beratungsfunktionen in der Privatwirtschaft und im öffentlichen Sektor.

## Staatsministerin
Am 22. Juni 2018 wurde Dekker zusammen mit Jaap de Hoop Scheffer und Winnie Sorgdrager zur Staatsministerin ernannt, eine Ehrenstellung, die ihr den Titel „Exzellenz“ verleiht.

## Auszeichnungen
- 2007: Orden von Oranien-Nassau, Offiziersgrad[8]
- 22. Juni 2018: Ehrentitel Staatsministerin